# Wyszobór
Wyszobór (niem. Wisbu) – wieś sołecka w północno-zachodniej Polsce położona w województwie zachodniopomorskim, w powiecie gryfickim, w gminie Płoty.
W Wyszoborze mieści się zabytkowy park dworski z końca XVIII wieku.
We wsi znajduje się pałac, kościół parafialny, szkoła podstawowa oraz agencja pocztowa. Pozostałości dawnego PGR, funkcjonuje nadal duże gospodarstwo rolne. Istnieje drużyna piłki nożnej "Zieloni".
W latach 1975–1998 miejscowość administracyjnie należała do województwa szczecińskiego.
W 2002 roku wieś liczyła 42 mieszkalnych budynków, w nich 178 mieszkań ogółem, z nich 176 zamieszkane stale. Z 176 mieszkań zamieszkanych 9 mieszkań wybudowano przed 1918 rokiem, 18 — między 1918 a 1944 rokiem, 4 — między 1945 a 1970, 136 — między 1971 a 1978, 4 — między 1979 a 1988, 5 — między 1989 a 2002, łącznie z będącymi w budowie.
Od 596 osób 160 było w wieku przedprodukcyjnym, 233 — w wieku produkcyjnym mobilnym, 134 — w wieku produkcyjnym niemobilnym, 69 — w wieku poprodukcyjnym. Od 486 osób w wieku 13 lat i więcej 13 mieli wykształcenie wyższe, 111 — średnie, 148 — zasadnicze zawodowe, 195 — podstawowe ukończone i 19 — podstawowe nieukończone lub bez wykształcenia.

## Ludność[1]
W 2011 roku we wsi żyło 594 osób, z nich 289 mężczyzn i 305 kobiet; 123 było w wieku przedprodukcyjnym, 243 — w wieku produkcyjnym mobilnym, 148 — w wieku produkcyjnym niemobilnym, 80 — w wieku poprodukcyjnym.

## Zabytki
- park pałacowy, k. XVIII, nr rej.:A-1631z 27.11.1980, pozostałość po pałacu.
- kościół z XVI w., przebudowany, powiększony o zakrystię, drewniana wieża wyróżniona pochyłymi ścianami i smukłym hełmem wiciowym[6]